# Risa longicornuta
Risa longicornuta är en tvåvingeart som beskrevs av Papp 1980. Risa longicornuta ingår i släktet Risa och familjen vattenflugor. Inga underarter finns listade i Catalogue of Life.